# رودخانه گرماب
رودخانه گرماب از دامنه ارتفاعات شاه جهان، کوههای قوزی و کلارد شروع شده و پس از مشروب کردن روستاهای مسیر به دشت صفی آباد می‌ریزد وسعت حوزه این کال تا ورود به دشت ۲۷۰ کیلومتر مربع محاسبه شده‌است . شاید بتوان گفت قریه راونیر که در منابع ذکری از آن شده و مرکز ارغیان بوده، هدیه این رودخانه باشد که احتمال می‌رود بقایای آن همان نوروز تپه باشد.